# Rayon d'or
Pour plus de détails, voir Fiche technique et Distribution.
Rayon d'or (titre original : Charity Castle) est un film muet américain, réalisé par Lloyd Ingraham, et sorti en 1917.

## Synopsis
Après la mort de leur mère, une pauvre veuve, Charity et son petit frère (qu'elle appelle "Le Prince", car elle croit aux contes de fées) sont recueillis par Merlin Durand. Merlin est le fils d'un millionnaire avare et grincheux, qui ne veut pas lui verser de pension tant qu'il n'a pas gagné un salaire. Quand Charity apprend que Merlin ne trouve pas de travail, elle va, accompagnée du Prince, plaider sa cause auprès de Durand, qu'elle surnomme "L'Ogre".
Découvrant que Durand est parti pour une cure thermale, et que les serviteurs ont pris des vacances sans son autorisation, Charity et le Prince se cachent dans sa maison. Le même soir, Bill, un cambrioleur, entre dans la propriété, mais Charity, dans son innocence, le convainc d'être leur protecteur. Le lendemain matin, Sam Smith, un vagabond, et Lucius Garrett, un acteur shakespearien au chômage, sont invités à se joindre à ce qui devient le "Château de Charity".
Durand rentre chez lui inopinément, mais Charity parvient à l'apaiser. Il engage les "invités" pour remplacer ses anciens serviteurs, adopte Charity et le Prince, et se réconcilie avec Merlin, qui rentre avec le chèque de son salaire de la semaine.

## Fiche technique
- Titre original : Charity Castle
- Réalisation : Lloyd Ingraham
- Scénario : Doty Hobart
- Société de production : American Film Company
- Société de distribution :  Mutual Film Corporation
- Pays de production :  États-Unis
- Langue : anglais
- Format : Noir et blanc - 35 mm - 1,37:1 - Muet
- Genre : Comédie dramatique
- Durée : 5 bobines
- Date de sortie :
  - États-Unis : 3 septembre 1917

## Distribution
- Mary Miles Minter : Charity
- Clifford Callis : Le Prince
- Alan Forrest : Merlin Durand
- Eugenie Forde : Zelma Verona
- Henry A. Barrows : Simon Durand
- Ashton Dearholt : Elmer Trent
- Robert Klein : Graves
- Spottiswoode Aitken : Lucius Garrett
- George Ahearn : Bill Turner
- Gordon Russell : Sam Smith